# Clark et Pougnaud
Clark et Pougnaud est le nom sous lequel travaille le couple d'artistes français formé par le photographe Christophe Clark né à Paris le 29 octobre 1963, et la peintre Virginie Pougnaud, née le 18 novembre 1962 à Angoulême.

## Biographie
Clark et Pougnaud vivent et travaillent à Angoulême.
C'est en 1999 que débute leur collaboration artistique.
Leurs œuvres figurent dans les collections du Musée Pouchkine, du Musée de l'image du MAMCS, du Decordova museum  et depuis 2012, ils sont régulièrement représentés par la Galerie XII Paris

## Prix et récompenses
- 2000 : Mention spéciale du Prix Arcimboldo
- 2006 : Lauréats du Prix HSBC pour la photographie[2]

## Expositions (sélection)
- « Hommage à Edward Hopper », Maison européenne de la photographie[3], Paris, 2000[4]
- « Les bourgeoises et les contes », Galerie Bruno Delarue, Paris, 2003
- « Intimité », Galerie Esther Woerdehoff, Paris, 2004
- « Picturing identity », Galerie Catherine Edelman, Chicago, 2005
- « C'est la vie », Musée de l'image, Épinal, France, 2005
- Galerie Baudoin Lebon, 2006
- « Suspicious origins », Claire Oliver Gallery, New York
- « Mois de la Photo », Paris, 2008
- « C'est la vie », Galerie Paci Contemporay, Brescia, Italie, 2009[5]
- « From infancy to the green age », Musée Pouchkine, Moscou, 2010
- « Immobilis », La Filature, Mulhouse, 2011[6]
- Théâtre d'Angoulême, 2011[7]
- Galerie Photohub Manometr, Moscou, 2012
- « Lost in meditation », Galerie Photo12, Paris, 2012[8],[9],[10],[11]
- « Mood Indigo », Galerie Photo12, Paris, 2014[12]
- « Le Secret », Galerie Photo12, Paris, 2015
- La Maison de la Photographie, Lille, 2015
- Paci Contemporary Sede di Porto Cervo Via del Porto Cervo, 2016
- Musée des Beaux-Arts de Rouen "Le temps des collections", 2016
- Musée d'Art Moderne et Contemporain, Strasbourg, 2017
- Photo Brussels Festival. Hangar Art Center Gallery, 2018
- EDEN exposition à la Galerie XII Paris, 2019
- EDEN exposition au Hangar art center gallery Bruxelles, 2019
- Gathering Blue à la Galerie XII Los Angeles, 2020
- Une certaine idée du bonheur, Matmut pour les arts, 2023
- Bergamot Station Art Center, Galerie XII Los Angeles, 2024

## Ouvrages
- Christophe Clark et Virginie Pougnaud, Clark et Pougnaud : Illustrateur, Arles, Actes Sud, coll. « Collection de la Fondation HSBC pour la Photographie », 2006, (94 (ISBN 978-2-7427-6147-0, BNF 40204002, présentation en ligne)
- Christophe Clark et Virginie Pougnaud, Clark et Pougnaud : photos et divertissements, Yvetot, Galerie Duchamp, coll. « Petit format », 2010, 52 p. (ISBN 978-2-912922-73-1 et 2-912922-73-9, OCLC 762626788, BNF 42225631)
- Clark et Pougnaud, "Ceci n'est pas une fleur"[13] Valérie-Anne Giscard d'Estaing et Marie Bastier, Contrejour, dl 2015  (ISBN 979-10-90294-21-9), (OCLC 934549125)
- [14] Clark*Pougnaud, Une certaine idée du bonheur,Lienart éditions